# Аронян Левон Григорович
Левон Григорович Аронян (вірм. Լևոն Արոնյան; нар. 6 жовтня 1982, Єреван) — вірменський шахіст, гросмейстер (2000). Чемпіон світу з бліц-шахів (2010). Чемпіон світу з шахів Фішера (2008, 2009), переможець Кубка світу ФІДЕ 2017 року.

У складі збірної Вірменії переможець шахових олімпіад 2006, 2008 і 2012 років, бронзовий призер шахової олімпіади 2004 року, переможець командного чемпіонату світу з шахів 2011 року.
Його рейтинг станом на квітень 2020 року — 2773 (7-ме місце у світі, 1-ше — у Вірменії).

## Біографія
Левон Аронян народився 6 жовтня 1982 року в Єревані. Навчився грати в шахи у 9-річному віці. У 1994 року став чемпіоном світу серед юнаків до 12 років (Сегед, Угорщина) з результатом 8 очок із 9. У 1995 виграв чемпіонат світу до 14 років (Париж). У 1999 році в складі збірної Вірменії став переможцем командного чемпіонату Європи (Батумі). У 2000 році отримав звання гросмейстера.
У 2002 року став чемпіоном світу серед юнаків до 20 років (Гоа, Індія).
У 2004 році став бронзовим призером шахової олімпіади.
У 2005 році Аронян переміг у Кубку світу за версією ФІДЕ, перемігши у фіналі Руслана Пономарьова.
У 2006, 2008 та 2012 роках у складі збірної Вірменії став переможцем шахових олімпіад та переможцем командного чемпіонату світу з шахів 2011 року. Також у 2008 та 2009 став чемпіоном світу з шахів Фішера. Претендент на світову шахову корону.
Переможець фінального турніру «Великого шолому» в Більбао 2009 року.
У 2010 році в рамках Меморіала Таля став чемпіоном світу з бліц-шахів.

### 2013
У березні 2013 року Аронян взяв участь в турнірі претендентів за право зіграти в матчі за шахову корону. В двоколовому турнірі за участі 8 шахістів, набравши 8 очок з 14 можливих (+4-2=8) Левон розділив третє-четверте місця з Петром Свідлером, відставши від переможця турніру Магнусу Карлсену всього на пів очка.

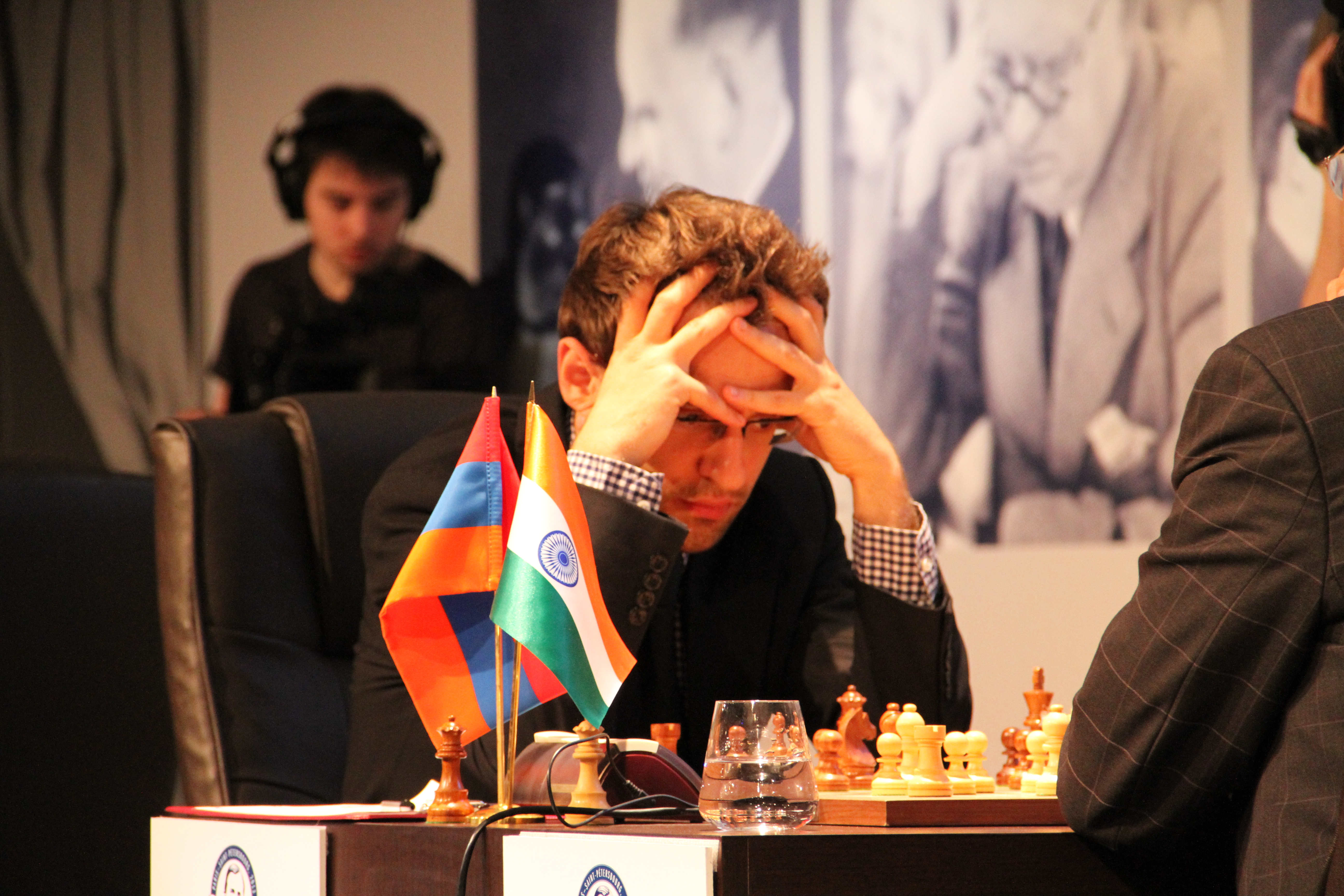
Меморіал Алехіна, Париж, 2013 рік

У травні 2013 року Аронян виступив на двох турнірах, зокрема: з результатом 5,5 з 9 очок (+3-1=5) переміг на турнірі XX категорії Меморіал Алехіна, а також розділив 4-6 місця на турнірі XXI категорії Norway Chess 2013 з результатом 5 з 9 очок (+2-1=6).
У серпні 2013 року на кубку світу ФІДЕ Левон Аронян вилетів в третьому колі поступившись росіянину Євгену Томашевському з рахунком ½ на 1½ очка.
У вересні 2013 року, з результатом 2½ очка з 6 можливих (+1-2=3), Левон посів 3 місце на турнірі чотирьох Sinquefield Cup 2013, що проходив в Сент-Луїсі, програвши 2 очка переможцеві Магнусу Карлсену. Турнірний перфоменс Ароняна склав 2734 очок.
У жовтні 2013 року Левон Аронян з результатом 10 очок з 18 можливих (+2-0=4) став переможцем фінального турніру «Великого шолому» в Більбао, при цьому його турнірний перформанс становив 2871 очко.

### 2014
У січні 2014 року Аронян вчетверте став переможцем шахового турніру в Вейк-Ан-Зеє. Набравши 8 очок з 11 можливих Левон випередив найближчих переслідувачів Аніша Гірі та Сергія Карякіна на 1½ очка.

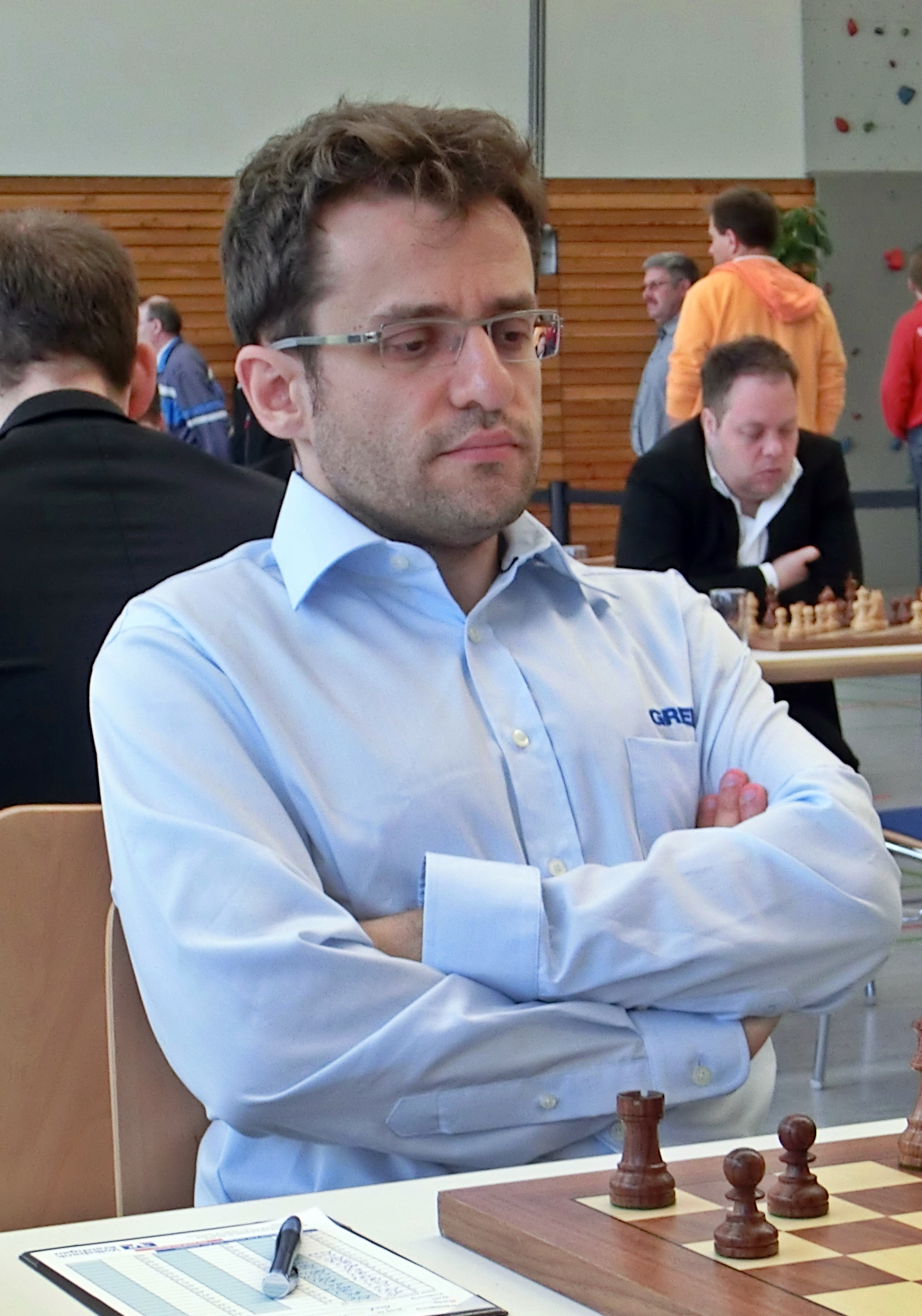
Левон Аронян, 2014 рік

У лютому 2014 року Левон Аронян розділив 2-3 місця на турнірі XXIII категорії, що проходив в Цюриху. Набравши 6 з 10 очок в турнірі з класичних шахів (2 місце) та 3 очки з 5 можливих в турнірі з швидких шахів (3 місце), що в сумі склало 9 очок з 15 можливих, разом з Фабіано Каруаною на 1 очко відстав від переможця турніру Магнуса Карлсена.
У березні 2014 року з результатом 6½ очок з 14 можливих (+3-4=7) посів лише 7-е місце на турнірі претендентів, що проходив в Ханти-Мансійську.
У червні 2014 року Аронян з результатом 4 очка з 9 можливих (+1-2=6) посів 6-е місце на турнірі XXI категорії Norway Chess 2014, що проходив в місті Ставангер.
У вересні 2014 року набравши 4 очка з 10 можливих (+1-3=6) Левон Аронян розділив 4-5 місця в турнірі з найвищою в історії XXIII категорією «The 2014 Sinquefield Cup», що проходив в Сент-Луїсі. Через тиждень в Більбао (Іспанія) Аронян, з результатом 10 очок з 18 можливих (+2-0=4), посів 2 місце на турнірі XXI категорії «Chess Masters Final».
У листопаді 2014 року з результатом 4 очка з 7 можливих (+1-0=6) посів 4-е місце на турнірі XX категорії «Меморіал Петросяна», що проходив у Москві.
У грудні 2014 року виступаючи на «Всесвітніх інтелектуальних іграх» посів:
 — 4 місце на турнірі зі швидких шахів, набравши 4½ очок з 7 можливих (+3-1=3),
 — 4 місце на турнірі з блискавичних шахів, набравши 17½ очок з 30 можливих (+13-8=9),
 — 9 місце на турнірі з «баску», набравши 5 очок з 10 можливих (+2-2=6).

### 2015
У січні 2015 року Левон Аронян з результатом 5½ очок з 13 можливих (+1-3=9) посів лише 10 місце на турнірі XX категорії, що проходив у Вейк-ан-Зеє.
У лютому 2015 року Аронян розділив 5 — 6 місця на міжнародному турнірі, що проходив в Баден-Бадені, його результат — 3½ очка з 7 можливих (+1-1=5), турнірний перфоманс — 2743 очка. А також посів 4 місце на турнірі «Zurich Chess Challenge 2015» що проходив в Цюриху.
У квітні 2015 року у складі збірної Вірменії Левон став бронзовим призером командного чемпіонату світу, що проходив у вірменському курортному містечку Цахкадзор. Крім того, Левон з показником 66,7 % набраних очок посів перше місце серед шахістів, які виступали на першій шахівниці.
У червні 2015 року, набравши 3 очки з 9 можливих (+1-4=4), розділив останні 9-10 місця на турнірі XXII категорії «Norway Chess 2015» (перший етап Grand Chess Tour 2015), що проходив у місті Ставангер.
У вересні 2015 року Левон став переможцем турніру «The 2015 Sinquefield Cup» (другий етап Grand Chess Tour), що проходив у Сент-Луїсі. Його результат — 6 очок з 9 можливих (+3-0=6), турнірний перфоманс — 2918 очок. Крім того, він взяв участь у кубку світу ФІДЕ, де вилетів вже у другому колі поступившись Олександру Арещенку на тай-брейку з рахунком 1-3.
У жовтні 2015 року на чемпіонаті світу зі швидких та блискавичних шахів, що проходив у Берліні, посів:
 — 43 місце на турнірі зі швидких шахів, набравши 8½ з 15 очок (+5-3=7),
 — 11 місце на турнірі з блискавичних шахів, набравши 13½ з 21 очка (+10-4=7).
У листопаді 2015 року в складі збірної Вірменії став срібним призером командного чемпіонату Європи, що проходив у Рейк'явіку. Крім того, набравши 6 очок з 9 можливих (+5-2=2), Левону вдалося посісти 2 місце серед шахістів, які виступали на першій шахівниці..
У грудні 2015 року, з результатом 5 очок з 9 можливих (+1-0=8), посів 4 місце на турнірі «London Chess Classic 2015». Крім того, набравши 22 очки, Левон Аронян посів 3 місце за підсумками серії турнірів «Grand Chess Tour 2015», поступившись лише чинному чемпіону світу Магнусу Карлсену (26 очок) та Анішу Гірі (23 очки).

### 2016
У лютому 2016 року посів 5 місце на турнірі Zurich Chess Challenge, що проходив у Цюриху.
У березні 2016 року з результатом 7 очок з 14 можливих (+2-2=10) розділив 4-7 місця на турнірі претендентів, що проходив у Москві.
У квітні 2016 року, набравши 5½ очки з 9 можливих (+2-0=7), Аронян посів 2-ге місце на турнірі 21 категорії «Altibox Norway Chess 2016», що проходив у Ставангері.
У серпні 2016 року, набравши 5 очок з 9 можливих (+2-1=6), разом з Каруаною, Анандом та Топаловим розділив 2-5 місця на турнірі 22 категорії «The 2016 Sinquefield Cup» (третій етап Grand Chess Tour), що проходив у Сент-Луїсі.
У жовтні 2016 року з результатом 5 очок з 9 можливих (+1-0=8) посів 3-тє місце на турнірі «Меморіал Таля», що проходив у Москві.
На початку грудня 2016 року з результатом 4 очка з 9 можливих (+1-2=6) розділив 7-9 місця на турнірі 22 категорії «London Chess Classic 2016», а за підсумками серії турнірів «Grand Chess Tour 2016» разом з Анандом розділив 5-6 місця.
Наприкінці грудня 2016 року на чемпіонаті світу зі швидких та блискавичних шахів, що проходив у м. Доха (Катар), Левон посів:
 — 9-те місце на турнірі зі швидких шахів, набравши 9½ з 15 очок (+6-2=7),
 — 28-ме місце на турнірі з блискавичних шахів, набравши 12 з 21 очка (+9-6=6).

### 2017
У січні 2017 року, набравши 7½ очок з 13 можливих (+4-2=7), разом з Вей І та Башкаран Адгібаном розділив 3-5 місця на турнірі 21-ї категорії, що проходив у Вейк-ан-Зеє.
У лютому 2017 року з результатом 4 очки з 9 можливих (+0-1=8) Аронян розділив 13-14 місця на першому етапі серії Гран-Прі ФІДЕ 2017 року, що проходив в м. Шарджа.
У липні 2017 року розділив 11-14 місця на третьому етапі серії Гран-Прі ФІДЕ 2017 року, що проходив у Женеві. Його результат 4½ очки з 9 можливих (+2-2=5).
У серпні 2017 року Аронян розділив 4-5 місця на турнірі XXII категорії «The 2017 Sinquefield Cup», що проходив у Сент-Луїсі. Його результат — 5 очок з 9 можливих (+2-1=4).
У вересні 2017 році Левон Аронян вдруге через 12 років став переможцем Кубка світу ФІДЕ 2017. У фінальному поєдинку вірменин переміг китайського шахіста Дін Ліженя на тай-брейку з загальним рахунком 4-2. Обидва фіналісти здобули право участі в Турнірі претендентів (Берлін, березень 2018 року).
У листопаді 2017 року, набравши 5½ очок з 9 можливих (+2-0=7), Левон Аронян разом з Дмитром Яковенком розділив 1-2 місця на четвертому етапі серії Гран-Прі ФІДЕ 2017 року, що проходив у Пальма-де-Майорці. У загальному заліку серії Гран-прі ФІДЕ 2017 року Яковенко, набравши 173 очок посів 10-те місце.

### 2018

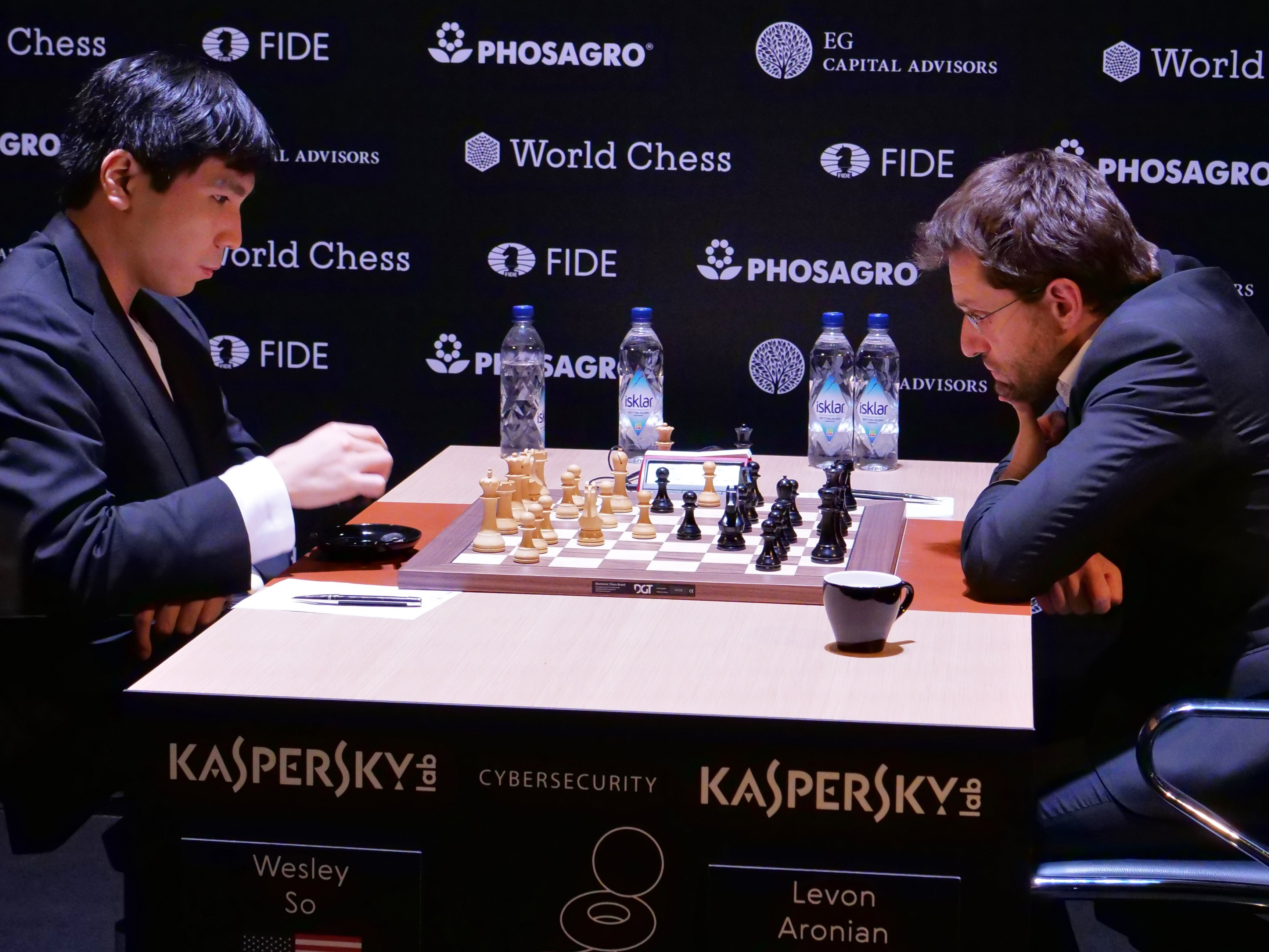
Веслі Со - Левон Аронян, «Турнір претендентів 2018»

На початку лютого 2018 року Левон Аронян став переможцем турніру Tradewise Gibraltar Chess Festival 2018, що проходив за швейцарською системою за участі 276 шахістів. За підсумками 10 турів Левон набрав 7½ очок (+5-0=5), як і ще шестеро шахістів, тому був проведений тай-брейк (півфінали та фінал) серед 4 найкращих шахістів за додатковими показниками. Аронян у півфіналі переміг Ріхарда Раппорта (2 — 0), а у фіналі француза Ваш'є-Лаграва (2½ — 1½).
У березні 2018 року з результатом 4½ з 14 очок (+1-6=7) Аронян посів останнє 8-ме місце на «Турнірі претендентів», що проходив у Берліні.
У серпні 2018 року з результатом 5½ з 9 очок (+2-0=7) розділив 1-3 місця на турнірі «The 2018 Sinquefield Cup», що проходив у Сент-Луїсі.
У жовтні 2018 року в складі збірної Вірменії посів 8-ме місце шахової олімпіади, що проходила в Батумі. Набравши 5½ з 10 можливих очок (+2-1=7), Левон посів лише 17-те місце серед шахістів, які виступали на 1-й шахівниці. Також у жовтні Аронян розділив 29-49 місця на опен-турнірі «Chess.com Isle of Man International Chess Tournament — Masters», що проходив на Острові Мен. Його результат 5½ очок з 9 (+3-1=5).
У грудні 2018 року на чемпіонаті світу зі швидких та блискавичних шахів, що проходив у Санкт-Петербурзі, посів:
 — 103-тє місце у турнірі зі швидких шахів, набравши 7½ з 15 очок (+5-5=5),
 — 4-те місце у турнірі з блискавичних шахів, набравши 14 очок з 21 можливого (+10-3=8).

### 2019
На початку 2019 року Аронян традиційно взяв участь в одному з найсильніших турнірів, що проводиться за швейцарською системою — «Gibraltar Chess Festival 2019». Набравши 6½ очок з 10 можливих (+4-1=5) вірменин посів 24-те.
У квітні 2019 року посів 7-ме місце на турнірі «Grenke Chess Classic», що проходив у Карлсруе та Баден-Бадені. Його результат 4½ з 9 можливих очок (+1-1=7).
У червні 2019 року Аронян розділив 2-3 місця на турнірі XXII категорії Altibox Norway Chess 2019, що проходив у Ставангері.
У серпні 2019 року з результатом 4½ з 11 очок (+0-2=9) разом з Веслі Со розділив останні 11-12-ті місця на турнірі XXII категорії «The 2019 Sinquefield Cup», що проходив у Сент-Луїсі.
У вересні 2019 році дійшов до 1/4 фіналу на кубку світу з шахів, що проходив у Ханти-Мансійську.
У жовтні-листопаді 2019 року у складі збірної Вірменії посів 4-те місце на командному чемпіонаті Європи, що проходив у Батумі. Набравши 5 з 8 очок (+2-0=6), Левон посів 2-ге місце серед шахістів, які виступали на першій шахівниці.
У листопаді 2019 року Аронян, перемігши на тай-брейку Сергія Карякіна, став переможцем 6-го етапу Grand Chess Tour 2019, що проходив у форматі швидких та блискавичних шахів.
У грудні 2019 року вірменин посів 4-те місце на турнірі «2019 GCT Finals In London», а також за підсумками серії турнірів «Grand Chess Tour 2019».
Наприкінці грудня 2019 року на чемпіонаті світу зі швидких та блискавичних шахів, що проходив у Москві, Левон посів:
 — 5-те місце у турнірі зі швидких шахів, набравши 10 з 15 очок (+6-1=8),
 — 15-те місце у турнірі з блискавичних шахів, набравши 13½ очок з 21 можливого (+10-4=7).

## Особисте життя
30 вересня 2017 року в Єревані Левон Аронян одружився з австралійської шахісткою Аріанною Каоілі (1986—2020), з якою зустрічався з 2008 року. Вони вперше зустрілися на юнацькому чемпіонаті світу із шахів в Лас-Пальмасі у 1996 року, і подружилися у 2006 році, коли їх познайомив спільний друг Левона і Аріанни, австралійський шахіст Александар Воль в Берліні.
31 березня 2020 року Аріанна Каоілі померла, не оговталися після автомобільної аварії, в яку вона потрапила 14 березня 2020 року.

## Нагороди
- У червні 2010 року разом з Володимиром Акопяном, Кареном Асряном, Смбатом Лпутяном, Габріелєм Саркісяном і Арташесом Мінасяном за перемогу у 37-й шаховій Олімпіаді в Турині та був нагороджений медаллю Мовсеса Хоренаці.[88]
- За перемогу в 38-й Олімпіаді в Дрездені був нагороджений медаллю «За заслуги перед Вітчизною» першого ступеня.[88]
- У вересні 2012 року разом з тренером чоловічої збірної команди Вірменії з шахів Аршаком Петросяном нагороджений орденом Святого Месропа Маштоца.[89]
- 2014 рішенням Ради старійшин Єревану присуджено звання Почесний громадянин Єревана[90].

## Зміни рейтингу
| На цьому місці має відображатися графік чи діаграма, однак з технічних причин його відображення наразі вимкнено. Будь ласка, не видаляйте код, який викликає це повідомлення. Розробники вже працюють для того, щоби відновити штатне функціонування цього графіка або діаграми. | |
| | На цьому місці має відображатися графік чи діаграма, однак з технічних причин його відображення наразі вимкнено. Будь ласка, не видаляйте код, який викликає це повідомлення. Розробники вже працюють для того, щоби відновити штатне функціонування цього графіка або діаграми. |